# Полянский, Роман Владимирович
Рома́н Влади́мирович Поля́нский (род. 9 ноября 1983, Омск, РСФСР, СССР) — российский актёр театра и кино.

## Биография

### Ранние годы
Родился 9 ноября 1983 года в Омске.
Родители — спортсмены: отец — лыжник, работал в сфере автотранспорта, мать занималась художественной гимнастикой и преподавала в школе химию и биологию. Имеет двух старших сестёр: единоутробную сестру Ярославу и единокровную сестру Ольгу.
Окончил музыкальную школу по классу кларнета. Поступил в Омское музыкальное училище им. Шебалина, где освоил тенор-саксофон. Со второго курса стал посещать театральную студию. Потом поступил в Театральное училище им. Бориса Щукина, которое окончил в 2008 году.

### Карьера
В 2008 году был принят в труппу Театра имени Евг. Вахтангова и получил награду «За самый лучший актёрский бой» — первый фестиваль по сценическому фехтованию «Серебряная шпага». В 2009 году Роман Виктюк пригласил актёра в свой театр — в спектакль «Ромео и Джульетта», в котором он сыграл Меркуцио и брата Лоренцо. Был также задействован в спектакле Романа Виктюка «Ferdinando». В Антрепризе Театральной компании «Свободная сцена» сыграл в постановках «Старший Сын» (Кудимов) и «Отелло» (Кассио).
В кино дебютировал в студенческие годы, сыграв студента в картине «Люба, дети и завод…». Далее режиссёр Елена Немых пригласила его в свою картину «Я вернусь». Позже снялся в комедии «Тариф Новогодний» и мелодраме «Возьми меня с собой». Первую популярность получил после выхода комедийного сериала «Игрушки», посвящённого жизни офисных сотрудников.
Исполнил роль Сергея Эфрона в фильме «Зеркала». Сыграл в фильмах «Овечка Долли была злая и рано умерла», «Королева бандитов 2», «Эти глаза напротив», «Рейдер», «Время любви», «Маруся», «Тайна кумира», «Орден».

### Личная жизнь
Был женат на актрисе Дарье Жулай, его однокурснице по Театральному институту имени Бориса Щукина. В 2011 году у пары родилась дочь Марфа. В браке с украинской певицей Алиной Гросу.

## Работы

### Фильмография
- 2006 — Люба, дети и завод — студент
- 2007 — Кровавая Мэри — корреспондент
- 2008 — Белая акация (фильм-спектакль) — Моргунов
- 2008 — Братья-детективы — эпизодическая роль
- 2008 — Возьми меня с собой — Иван
- 2008 — Тариф «Новогодний» — Кот
- 2008 — Срочно в номер-2. Случай на турбазе — Руслан
- 2009 — Я вернусь — Митя, жених Муси
- 2009 — Возьми меня с собой-2 — Иван Рудановский
- 2009 — Сорок третий номер — Илья
- 2010 — Нонна и Слава. Жестокий роман (документальный) — Слава Тихонов в молодости
- 2010 — Была любовь — Валерий Савченко, начинающий актёр
- 2010 — Игрушки — Дмитрий Некрасов, брат Вари
- 2010 — Рейдер — Дима
- 2010 — Шиповник (короткометражный)
- 2011 — Маруся — Феликс
- 2011 — 20 лет без любви — Герман
- 2011 — Зойкина любовь — Саша
- 2011 — Проездной билет — Леонид Некрасов
- 2011 — Только ты — Дима Капранов
- 2012 — Предатель — Игорь Ребров
- 2013 — Зеркала — Сергей Эфрон
- 2013 — Поговори со мною о любви — Григорий
- 2013 — Убийство на 100 миллионов — Костя
- 2013 ― Дом спящих красавиц ― Павел Смурнов
- 2014 — Овечка Долли была злая и рано умерла — Макс
- 2014 — Манекенщица — Вадим Темников
- 2014 — Королева бандитов-2 — Виктор
- 2014 — Двое с пистолетами — Вадим Воронов, капитан полиции
- 2015 — Алёшкина любовь — Саня
- 2015 — Любовь в розыске — Саша
- 2015 — Нарушение правил — Борис Холмский
- 2015—2017 — Мамочки — Константин (Костя) Андреевич Грачёв
- 2016 — Эти глаза напротив — Эдик Лосев
- 2016 — Метод Фрейда-2 — Олег Сторожев
- 2016 — Орден — Иван Забелин
- 2016 — Тайна кумира — Артист
- 2016 — Научи меня жить — Алик Мелентьев, психиатр
- 2016 — Наваждение — Александр Вербер
- 2016 — Круговорот — Иван
- 2016 — По ту сторону смерти — Костя
- 2017 — Крылья Империи — Николай Гумилёв
- 2017 — Жених для дурочки — Игорь, врач
- 2018 — Лабиринты — Сергей Нестеров
- 2018 — От ненависти до любви — Леонид Марьямов
- 2018 — Тот, кто читает мысли (Менталист) (серия № 11 «Расплата за прошлое») — Денис Крючков, адвокат по недвижимости
- 2018 — Динозавр — Лев Шанин, следователь
- 2018 — Чужая кровь — Андрей Горбатов
- 2018 — Мелодия любви — Костя
- 2020 — Город невест — Кирилл
- 2020 — Заповедный спецназ — Григорий Иванович Кужель, бизнесмен

### Театр
- Танцуем и поём — дипломный спектакль.
- Макбет — дипломный спектакль. Реж. Коручеков. Сначала играл сержанта, далее Макдуфа, потом одного из убийц.
- Белая акация — Моргунов, дипломный спектакль. Реж. В.Иванов. Театр им. Евг. Вахтангова.
- Царская охота — реж. В. Иванов. Театр им. Евг. Вахтангова.
- За двумя зайцами — Тарас, друг Голохвостого. Театр им. Евг. Вахтангова.
- Троил и Крессида — Троил. Театр им. Евг. Вахтангова.
- Фредерик, или Бульвар преступлений — Дюжи. Театр им. Евг. Вахтангова.
- Али-Баба и сорок разбойников — Стражник. Театр им. Евг. Вахтангова.
- Правдивейшая легенда одного квартала — Луи. Театр им. Евг. Вахтангова.
- Мадемуазель Нитуш — играл конвоира. Реж. В. Иванов. Театр им. Евг. Вахтангова.
- Берег женщин — Официант. Ввелся в спектакль в 2009 году, в декабре. Театр им. Евг. Вахтангова.

В 2009 году Роман Виктюк пригласил к себе в театр играть в спектакле "Ромео и Джульетта. Премьера в Москве состоялась 15 июня 2009 года. Играет Меркуцио и брата Лоренцо — по наст. вр.
Также играет в спектакле Романа Виктюка «Ferdinando». Премьера 16 ноября 2009 года.
Антреприза
- Старший Сын — Кудимов. Театральная компания «Свободная сцена»
- Отелло — Кассио. Театральная компания «Свободная сцена»

## Призы и награды
В 2008 году получил награду «За самый лучший актёрский бой» — первый фестиваль по сценическому фехтованию «Серебряная шпага».

## Интервью
- Роман Полянский: «Актёр не может останавливаться в развитии!» (часть 2), февраль 2019 г. интернет-журнал BrightStories.ru, Татьяна Абовян
- Роман Полянский: «Актёр не может останавливаться в развитии!» (часть 1), февраль 2019 г. интернет-журнал BrightStories.ru, Татьяна Абовян